# Луизето (Кунео)
Луизето је насеље у Италији у округу Кунео, региону Пијемонт.
Према процени из 2011. у насељу је живело 31 становника. Насеље се налази на надморској висини од 260 м.